# Randy Brown
Randy Brown (Chicago, 22 maggio 1968) è un ex cestista, allenatore di pallacanestro e dirigente sportivo statunitense, professionista nella NBA.

## Carriera
È stato selezionato dai Sacramento Kings al secondo giro del Draft NBA 1991 (31ª scelta assoluta).

## Statistiche
| † | Denota le stagioni in cui ha vinto il titolo |

### NCAA
| Anno      | Squadra           | PG  | PT | MP   | TC%  | 3P%  | TL%  | RP  | AP  | PRP | SP  | PP   |
| --------- | ----------------- | --- | -- | ---- | ---- | ---- | ---- | --- | --- | --- | --- | ---- |
| 1986-1987 | Houston Cougars   | 28  | -  | 20,6 | 50,6 | 0,0  | 58,3 | 2,7 | 2,9 | 1,1 | 0,1 | 3,8  |
| 1987-1988 | Houston Cougars   | 29  | -  | 34,4 | 45,1 | 0,0  | 75,0 | 2,9 | 5,6 | 2,7 | 0,3 | 7,0  |
| 1989-1990 | N.M. State Aggies | 31  | -  | 29,3 | 44,6 | 38,1 | 71,2 | 3,4 | 3,5 | 2,9 | 0,5 | 13,2 |
| 1990-1991 | N.M. State Aggies | 29  | -  | 31,6 | 39,9 | 27,8 | 69,1 | 4,0 | 6,4 | 2,4 | 0,2 | 12,1 |
| Carriera  | Carriera          | 117 | -  | 29,1 | 43,6 | 31,0 | 70,3 | 3,2 | 4,6 | 2,3 | 0,3 | 9,1  |

### NBA

#### Regular season
| Anno       | Squadra          | PG  | PT  | MP   | TC%  | 3P%  | TL%  | RP  | AP  | PRP | SP  | PP  |
| ---------- | ---------------- | --- | --- | ---- | ---- | ---- | ---- | --- | --- | --- | --- | --- |
| 1991-1992  | Sacramento Kings | 56  | 0   | 9,6  | 45,6 | 0,0  | 65,5 | 1,2 | 1,1 | 0,6 | 0,2 | 3,4 |
| 1992-1993  | Sacramento Kings | 75  | 34  | 23,0 | 46,3 | 33,3 | 73,2 | 2,8 | 2,6 | 1,4 | 0,5 | 7,6 |
| 1993-1994  | Sacramento Kings | 61  | 2   | 17,1 | 43,8 | 0,0  | 60,9 | 1,8 | 2,2 | 1,0 | 0,2 | 4,5 |
| 1994-1995  | Sacramento Kings | 67  | 2   | 16,2 | 43,2 | 29,8 | 67,1 | 1,6 | 2,0 | 1,5 | 0,3 | 4,7 |
| 1995-1996† | Chicago Bulls    | 68  | 0   | 9,9  | 40,6 | 9,1  | 60,9 | 1,0 | 1,1 | 0,8 | 0,2 | 2,7 |
| 1996-1997† | Chicago Bulls    | 72  | 3   | 14,7 | 42,0 | 18,2 | 67,9 | 1,5 | 1,8 | 1,1 | 0,2 | 4,7 |
| 1997-1998† | Chicago Bulls    | 71  | 6   | 16,2 | 38,4 | 0,0  | 71,8 | 1,3 | 2,1 | 1,0 | 0,2 | 4,1 |
| 1998-1999  | Chicago Bulls    | 39  | 32  | 29,2 | 41,4 | 0,0  | 75,7 | 3,4 | 3,8 | 1,7 | 0,2 | 8,8 |
| 1999-2000  | Chicago Bulls    | 59  | 55  | 27,5 | 36,1 | 50,0 | 73,8 | 2,4 | 3,4 | 1,0 | 0,3 | 6,4 |
| 2000-2001  | Boston Celtics   | 54  | 35  | 22,9 | 42,2 | 0,0  | 57,5 | 1,8 | 2,9 | 1,1 | 0,2 | 4,1 |
| 2001-2002  | Boston Celtics   | 1   | 0   | 6,0  | 0,0  | -    | -    | 0,0 | 2,0 | 0,0 | 1,0 | 0,0 |
| 2002-2003  | Phoenix Suns     | 32  | 0   | 8,2  | 37,2 | -    | 75,0 | 0,8 | 1,1 | 0,5 | 0,1 | 1,3 |
| Carriera   | Carriera         | 655 | 169 | 17,6 | 41,7 | 20,0 | 69,1 | 1,8 | 2,2 | 1,1 | 0,2 | 4,8 |

#### Play-off
| Anno     | Squadra       | PG | PT | MP  | TC%  | 3P%  | TL%  | RP  | AP  | PRP | SP  | PP  |
| -------- | ------------- | -- | -- | --- | ---- | ---- | ---- | --- | --- | --- | --- | --- |
| 1996†    | Chicago Bulls | 16 | 0  | 7,0 | 57,1 | 50,0 | 75,0 | 0,6 | 0,4 | 0,3 | 0,1 | 2,8 |
| 1997†    | Chicago Bulls | 17 | 0  | 5,8 | 30,0 | -    | 60,0 | 0,6 | 0,4 | 0,5 | 0,1 | 1,2 |
| 1998†    | Chicago Bulls | 14 | 0  | 5,1 | 16,7 | -    | 83,3 | 0,6 | 0,6 | 0,1 | 0,0 | 0,6 |
| Carriera | Carriera      | 47 | 0  | 6,0 | 38,6 | 50,0 | 73,9 | 0,6 | 0,5 | 0,3 | 0,1 | 1,6 |

#### Massimi in carriera
- Massimo di punti: 27 vs Portland Trail Blazers (23 aprile 1993)[1]
- Massimo di rimbalzi: 11 vs Boston Celtics (21 marzo 1999)
- Massimo di assist: 10 vs Milwaukee Bucks (18 aprile 1999)
- Massimo di palle rubate: 8 vs Boston Celtics (11 aprile 1999)
- Massimo di stoppate: 4 vs Golden State Warriors (17 marzo 1995)
- Massimo di minuti giocati: 48 vs Portland Trail Blazers (25 marzo 1993)

## Palmarès

### Giocatore
- Campionato NBA: 3

Chicago Bulls: 1996, 1997, 1998